# Риден-ам-Форгензе
Риден-ам-Форгензе (нем. Rieden am Forggensee) — община в Германии, в земле Бавария. 
Подчиняется административному округу Швабия. Входит в состав района Восточный Алльгой.  Население составляет 1247 человек (на 31 декабря 2010 года). Занимает площадь 13,17 км².